# Évrange
Évrange település Franciaországban, Moselle megyében. Lakosainak száma 227 fő (2022. január 1.). Évrange Hagen és Basse-Rentgen községekkel határos.

## Népesség
A település népességének változása:
| Lakosok száma | 107  | 114  | 149  | 236  | 242  | 240  | 234  | 222  | 220  | 227  |
|               | 1968 | 1975 | 1982 | 2015 | 2016 | 2017 | 2018 | 2020 | 2021 | 2022 |